# Corale Alpina Savonese
Die Corale Alpina Savonese ist ein italienischer A-cappella-Männerchor, der im Herbst 1949 gegründet wurde. Seit 1987 wird er von Eugenio Alipede geleitet.

## Geschichte
Die Corale Alpina Savonese wurde im November 1949 von einer Gruppe Universitätsstudenten gegründet, die vom Gebirgsgesang (Italienisch-Alpenländische Volksmusik) begeistert waren. Seit 1951 tritt der Chor vor Publikum auf, am Anfang nur lokal, später auch national und international.
Der Chor hat an zahlreichen Gesangswettbewerben teilgenommen und hat dort gute Platzierungen und Beurteilungen bekommen. Seit 1978 organisiert er eine wichtige Parade von Chören im städtischen Teatro Gabriello Chiabrera von Savona; dabei sind berühmte Chöre aufgetreten wie I Crodaioli aus Arzignano, geleitet von Bepi de Marzi, Autor des Gesangs „Signore delle Cime“, der in viele Sprachen übersetzt worden ist, und der Chor der Alpini-Brigade Taurinense.
Im Ausland aufgetreten ist der Chor erstmals 1969 in Frankreich, in Grenoble und im Schloss von Lesdiguières in Vizille. Ab 1983 ist er sechsmal (1983, 1988, 1989, 1993, 1997 und 2002) in Villingen-Schwenningen, der deutschen Partnerstadt von Savona, aufgetreten. 1985 hat er einige Konzerte in Reutlingen gegeben. Im Mai 2006 ist er auf Einladung des Chors La Clè des Chants in der Kathedrale von Orange (Frankreich) aufgetreten.
Er hat auch an vielen nationalen und internationalen Paraden teilgenommen. Zuletzt hat er an der Internationalen Parade „Singen in den Bergen“ 2003 in Wolfsberg in Kärnten teilgenommen, zweimal am 8. und 9. „International Choir Festival“ 2005 und 2006 im Pustertal, bei dem Chöre aus der ganzen Welt auftreten.
Zu einigen besonderen Anlässen ist der Chor aufgetreten: 1960 in Imperia das Konzert zu Ehren von Achille Compagnoni, Eroberer des K2, und 1972 an Bord des Zerstörers mit Raketenabschussvorrichtung „Intrepido“ (Impavido-Klasse) der italienischen Marine in Savona anlässlich der Übergabe der Kriegsflagge.

## Repertoire
Das Repertoire reicht von alpinen und Berggesängen bis zu den „Spirituals“, von den Volksgesängen zu den Neubearbeitungen von berühmten Liedern, bis zu einigen Kirchengesängen und zu bekannten und unbekannten Stücken aus der Tradition ligurischer Komponisten.

## Diskographie
Die Diskographie des Chors besteht aus zwei Schallplattenaufnahmen in Vinyl, auf Kassette und auf CD:
- 1981: Platte „Dai munti au mä“ (Von den Bergen zum Meer)
- 1996: CD „Corale Alpina Savonese“

## Veröffentlichungen
- 1989 – „Eine Dynastie von…40“ – Die Corale Alpine Savonese 1949–1989.
- 1999 –  „Von 1949-50 Jahre Geschichte“- Buch zur Feier des fünfzigjährigen Bestehens des Gesangsvereins.